# Aspitates obsoleta
Aspitates obsoleta är en fjärilsart som beskrevs av Barend J. Lempke 1952. Aspitates obsoleta ingår i släktet Aspitates och familjen mätare. Inga underarter finns listade i Catalogue of Life.